# Den Gule Enke
 Der er for få eller ingen kildehenvisninger i denne artikel, hvilket er et problem. Du kan hjælpe ved at angive troværdige kilder til de påstande, som fremføres i artiklen.

Den Gule Enke er kælenavnet for en af de mest kendte champagner og fremstilles af den franske producent Clicquot-Ponsardin, der er et stort champagnehus. Veuve Clicquot er champagnens rigtige navn.
"Den Gule Enke" er lavet på to tredjedele røde druer (farven sidder i druernes skaller, som  fjernes så champagnen bliver hvid og ikke rød) og en tredjedel chardonnay-druer (som er hvide). De røde druer giver struktur og fylde, mens de hvide druer især bidrager med smag og duft.
Andre af Clicquots mærker har anderledes fordeling af druer.
I 1772 stiftede Philippe Clicquot-Muiron den virksomhed, der senere blev til Veuve Clicquot. Hans søn François Clicquot giftede sig med Nicole-Barbe Ponsardin i 1798. François døde i 1805 og hans enke (veuve på fransk) overtog kontrollen med firmaet, der på det tidspunkt beskæftigede sig med bankforretninger, uldhandel og champagneproduktion. Under Madame Clicquot fokuserede virksomheden stadig mere på champagneproduktionen.